# Conad
Conad (Consorzio Nazionale Dettaglianti) ist ein italienischer Kooperationsverband von Einzelhändlern mit Sitz in Bologna.
Der Verband vereint 3.383 angeschlossene Verkaufsstellen mit insgesamt rund 73.000 Mitarbeitern in ganz Italien und erzielte im Jahr 2022 einen Umsatz von rund 18,5 Milliarden Euro. Die Lebensmittelgeschäfte sind in fünf regionalen Conad-Genossenschaften vereint und treten unter den Marken Spazio Conad, Conad Superstore, Conad, Conad City, Margherita Conad, Sapori&Dintorni Conad und Todis auf.

## Internationale Expansion
Im Jahr 2006 eröffnete die regionale Genossenschaft Conad Adriatico die erste Filiale in Albanien, in der Hauptstadt Tirana. Die Supermarkt-Kette konnte schnell steigende Umsätze verzeichnen und expandierte jährlich um weitere Standorte. Stand 2022 gibt es 26 Filialen in Albanien, die meisten davon sind auf Tirana konzentriert. Dabei stehen vor allem authentisch italienische Produkte im Fokus, die dementsprechend einen signifikanten Anteil des Sortiments ausmachen. Conad zählt im südosteuropäischen Land zu den größten Detailhändlern und konkurriert mit Unternehmen wie Euromax, Mercator und Carrefour.
Im Jahr 2015 eröffnete das Unternehmen fünf Supermärkte in Shanghai sowie in den chinesischen Provinzen Jiangsu und Zhejiang.
Des Weiteren ist das Unternehmen in San Marino, Malta sowie dem Kosovo vertreten.

## Vertriebslinien
Stand 2021 war Conad in allen 20 Regionen Italiens mit Einzelhandelsgeschäften vertreten. Neben den Lebensmittelgeschäften existieren zudem die Vertriebslinien „parafarmacia Conad“ (Apotheken für nicht verschreibungspflichtige Medikamente) mit 175 Standorten, „PetStore Conad“ (Zoohandlung) mit 68 Standorten, „Conad self 24h“ (Tankstellenshops) mit 44 Standorten sowie „Ottico Conad“ (Optiker) mit 19 Standorten.
| Name                  | Anzahl der Märkte (Stand 2020) | Sortiment (Artikel) | Durchschnittliche Ladengröße | Beschreibung                         |
| --------------------- | ------------------------------ | ------------------- | ---------------------------- | ------------------------------------ |
| Spazio Conad          | 77                             | 16.000 bis 19.000   | 4.954 m²                     | Hypermärkte                          |
| Conad Superstore      | 234                            | 10.500 bis 12.000   | 1.801 m²                     | Große Supermärkte                    |
| Conad                 | 1171                           | 7.000 bis 8.500     | 838 m²                       | Mittelgroße Supermärkte              |
| Todis                 | 252                            | 5.000 bis 7.000     | 622 m²                       | Discounter                           |
| Sapori&Dintorni Conad | 21                             | 3.000 bis 4.000     | 464 m²                       | Spezialitätengeschäfte               |
| Conad City            | 1038                           | 4.500 bis 5.500     | 344 m²                       | Nachbarschaftsmarkt, Innenstadtlagen |
| Margherita Conad      | 384                            | 1500                | 144 m²                       | kleiner Nachbarschaftsmarkt          |
| Andere                | 128                            |                     |                              |                                      |